# Guarea macrophylla
Guarea macrophylla är en tvåhjärtbladig växtart. Guarea macrophylla ingår i släktet Guarea och familjen Meliaceae.

## Underarter
Arten delas in i följande underarter:
- G. m. macrophylla
- G. m. pachycarpa
- G. m. pendulispica
- G. m. spicaeflora
- G. m. tuberculata